# Arxiu Comarcal del Priorat
L'Arxiu Comarcal del Priorat (ACPR) és un arxiu comarcal que pot custodiar qualsevol tipus de documentació que tingui relació amb la comarca. Està preparat per tenir documentació dels diferents organismes i institucions de la comarca. Actualment l'abast cronològic de la seva documentació va des del segle xii (1132) fins a l'actualitat. Va ser inaugurat el 27 de juliol de 2005.
El conveni de creació de l'Arxiu Comarcal del Priorat (ACPR) es va signar el 22 de setembre de l'any 2000. Des del principi l'ACPR ha anat incrementant el nombre de documents custodiats. A final de l'any 2006 tenia 441 metres de documentació, a final del 2009 aquesta quantitat s'havia incrementat fins a 851,2 metres, i a final del 2010, ja en custodiava 914,5 metres.
La seu de l'ACPR ha estat des de la creació l'any 2005, en un dels edificis que formen part de l'antic castell de la capital de la comarca, Falset. Aquest castell fou construït a la segona meitat del segle xii. Al llarg de la seva història va passar per una etapa en què va fer certes funcions administratives, el 1456 en passar a mans dels ducs de Cardona el castell va esdevenir bàsicament un centre administratiu i militar. Ja per aquelles dates, les dependències del castell foren utilitzades per instal·lar-hi l'arxiu patrimonial del ducat. A partir de l'any 2000, l'edifici de titularitat municipal, va ser condicionat pel Departament de Cultura de la Generalitat de Catalunya per poder-hi realitzar les tasques arxivístiques necessàries.
Disposa actualment de tres plantes, en cadascuna hi ha capacitat per instal·lar-hi fins a 1529 metres lineals d'arxius. La primera planta és el soterrani, aquesta és d'accés restringit al públic, s'utilitza només per tasques internes. La segona planta, és parcialment oberta al públic, s'hi troba la sala de consulta amb dotze punts de lectura, i els serveis de biblioteca, microfilm i internet. Finalment, a la tercera planta hi trobem també un altre dipòsit de documentació d'accés restringit i una sala d'actes amb capacitat per a 55 persones.

## Fons
Els fons documentals més significatius de l'Arxiu, entre d'altres, són: els dels ajuntaments de Falset i Capçanes, els fons microfilmats de la baronia d'Entença i comtat de Prades, el del mas Roger de Cabassers i el de Joan Pascó i Ardèvol, notari de Porrera i, després, de Falset, que disposa de bona part dels esborranys notarials, finals segle xviii fins al primer terç del segle xix, que supleixen, en part, la pèrdua de l'arxiu notarial del districte el 1936. Cal destacar el nombre elevat de fons de cooperatives agrícoles de la comarca que s'hi han dipositat, en concret, deu, i la més antiga és el Sindicat Vinícola del Baix Priorat de Marçà creat el 1912.
Tota aquesta documentació s'organitza mitjançant un Quadre d'Organització de Fons, el primer instrument informatiu i descriptiu del contingut d'un arxiu. En funció de les característiques que tingui cada part dels fons, s'utilitzen: la relació; l'inventari; l'inventari parcial i el catàleg.

## Documents destacats

### Creació de censal de Bartomeu i Pere Toda

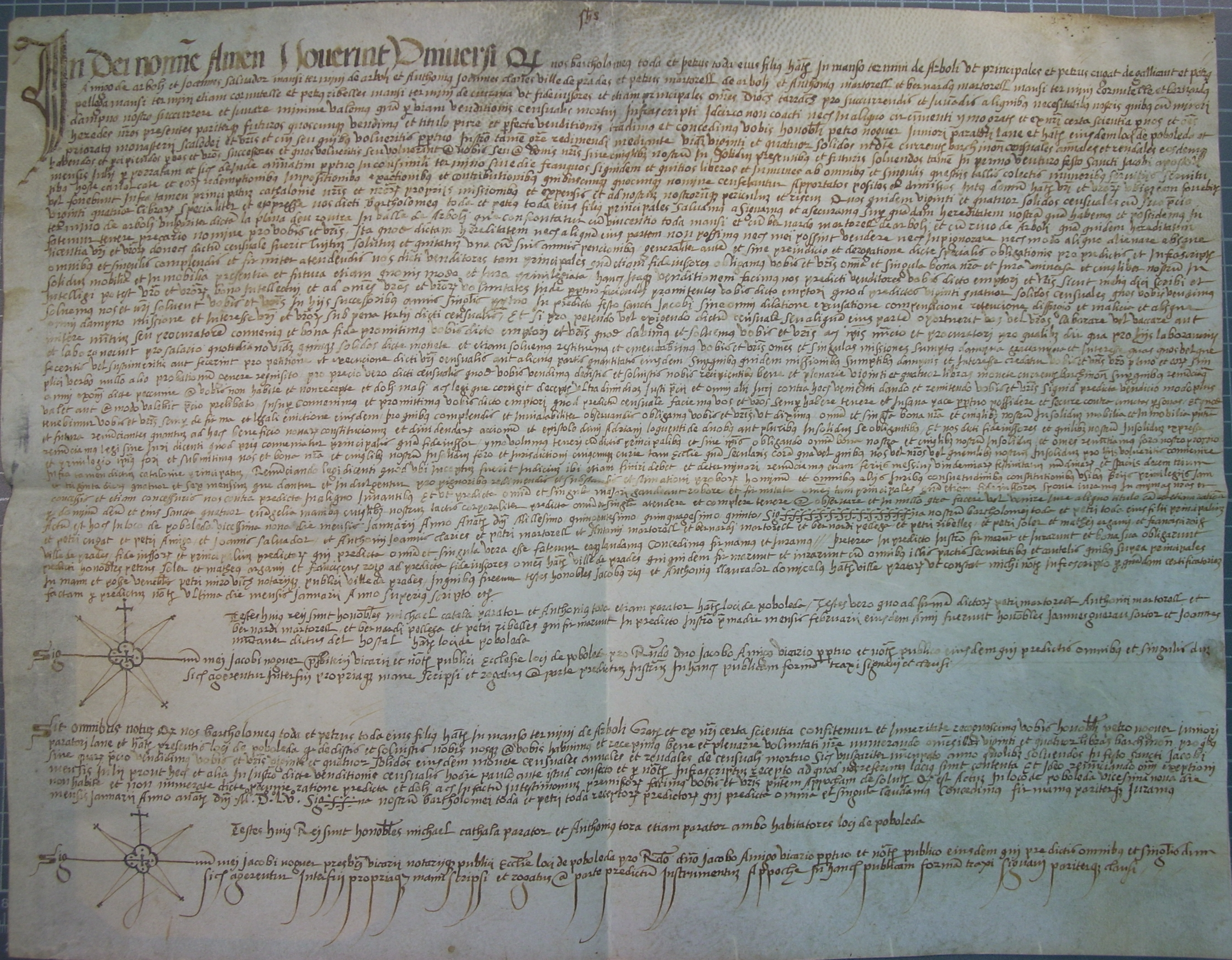
Pergamí amb la Creació de censal de Bartomeu i Pere Toda, pare i fill, del mas terme d'Arbolí, a favor de Pere Noguer, menor, peraire de Poboleda, de preu 24 lliures, pensió 24 sous. Del 29 de gener de 1555.

Pergamí de 29 de gener d'1555 titulat «Creació de censal de Bartomeu i Pere Toda, pare i fill, del mas terme d'Arbolí, a favor de Pere Noguer, menor, peraire de Poboleda, de preu 24 lliures, pensió 24 sous».
El nombre de documents conservats en suport pergamí a l'arxiu és molt migrat. Només n'hi ha en dos fonts: el fons patrimonial de cal Roger de Margalef de Montsant, una permuta de béns mobles del 1390 i vuit unitats en la col·lecció Pergamins (segles xv-xvii), d'aquests la major part són de la dissetena centúaria i, normalment, són creacions de censals.
La propietat d'aquests vuit pergamins correspon a l'Ajuntament de Falset i a la Generalitat de Catalunya, per compra o donació. L'Ajuntament de Falset n'és propietari de dos, un dels quals és una dispensa matrimonial del 1409 i l'altre una creació de censal (1620). Els sis restants són propietat de la Generalitat, cinc per compra i un per donació.

### Esborranys notarials de Joan Pascó

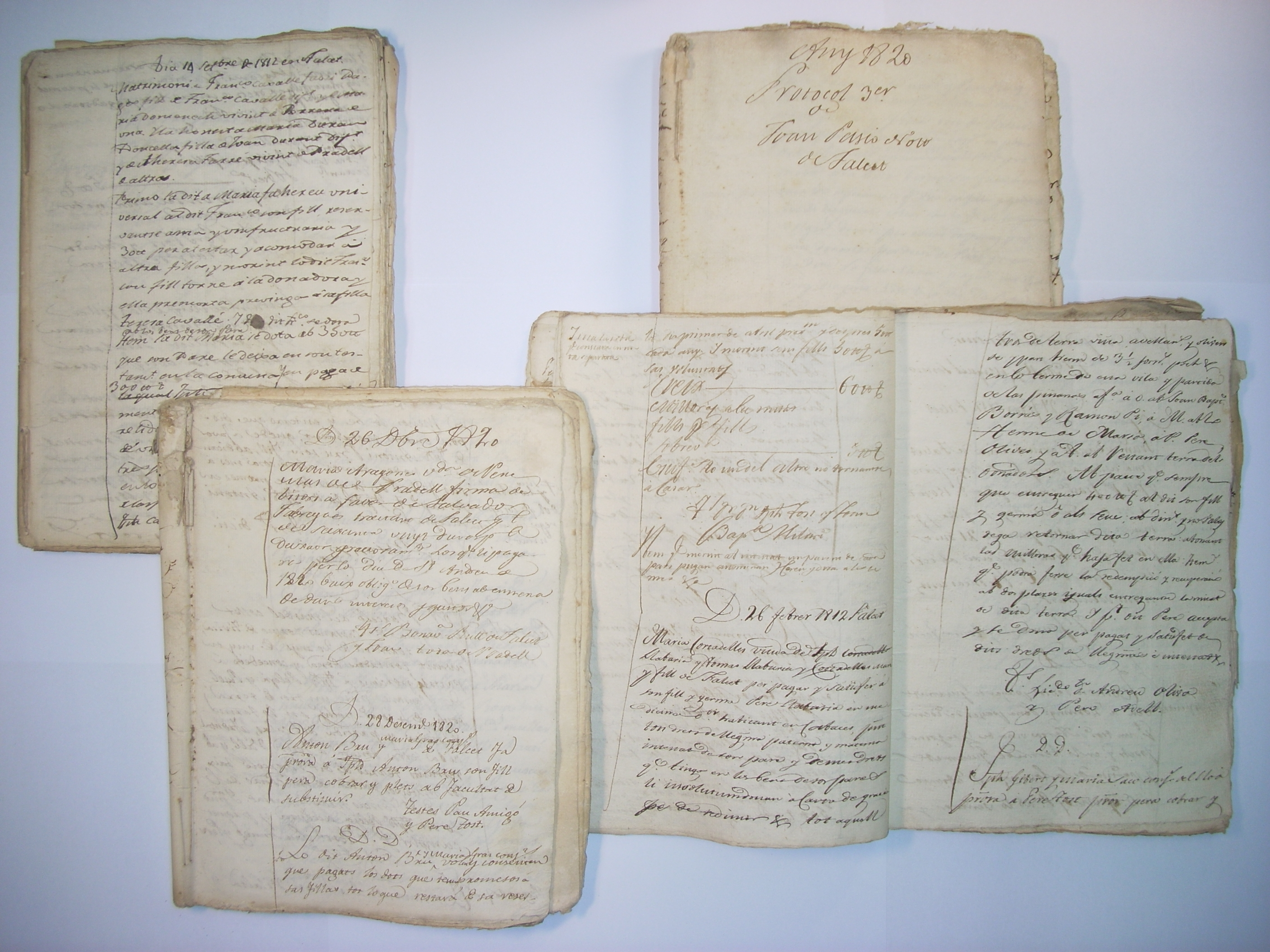
Esborranys notarials del notari, primer de Porrera i després de Falset, Joan Pascó i Ardèvol.

La documentació notarial conservada és molt minsa. Aquesta documentació va patir els estralls de la Guerra del Francès i, gairebé, es perdé a l'inici de la Guerra Civil per la crema de l'arxiu de la notaria del districte. Actualment, són molt pocs els volums conservats anteriors a l'any 1936.
Sortosament, s'han conservat els esborranys notarials del notari, primer de Porrera i després de Falset, Joan Pascó i Ardèvol. Els protocols notarials degueren fer cap a la notaria del districte i es cremaren el 1936, mentre que els esborranys, sense valor jurídic, romangueren a la seva casa pairal, cal Pascó, fins al seu ingrés a l'arxiu comarcal. La documentació s'inicia el 1794 fins al 1831, amb pocs buits. Els dos primers anys actua com a notari a la seva població nadiua, Porrera, fins que a final del segle xviii s'estableix a Falset.

### Primera acta de l'Ajuntament de Falset

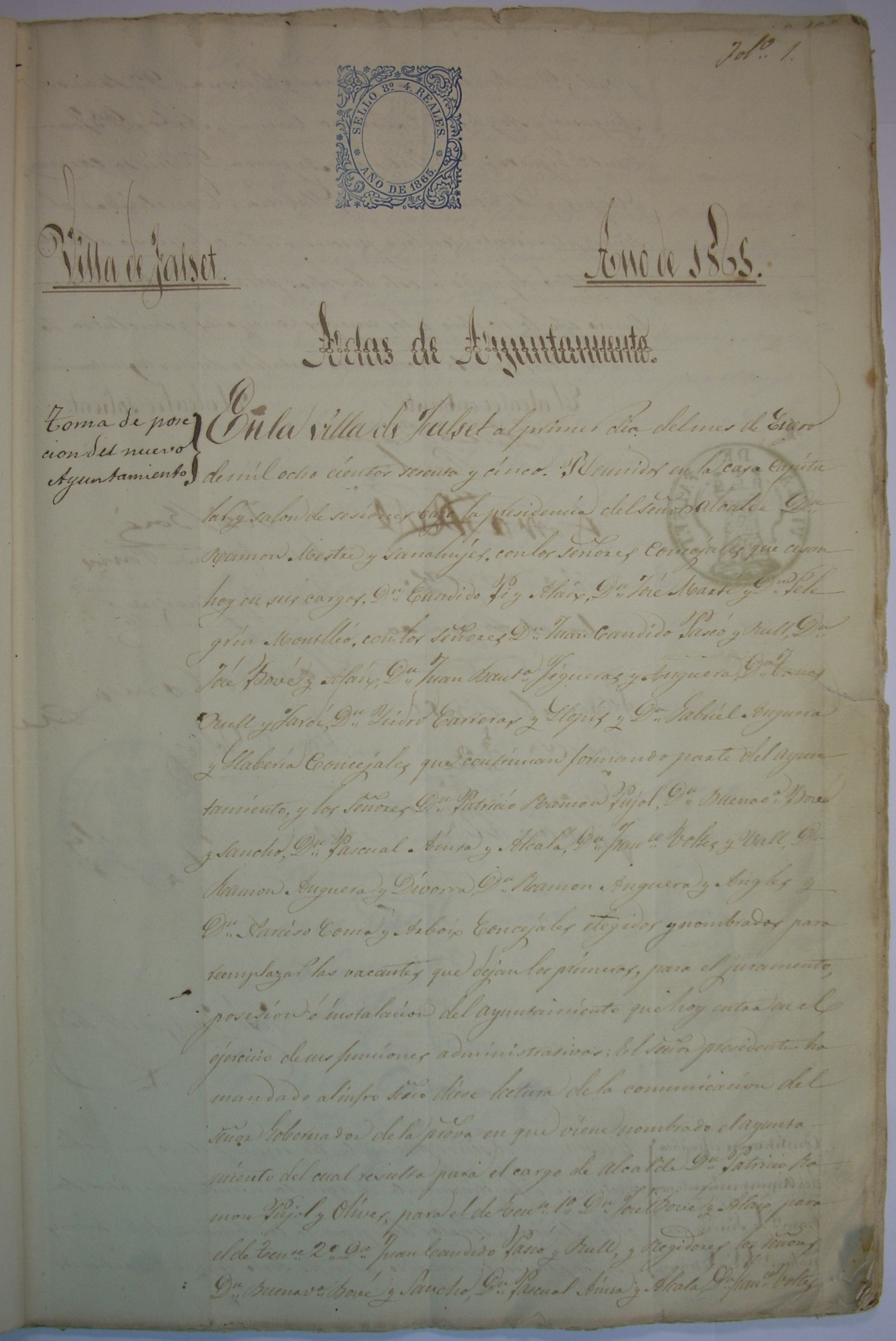
Un dels documents de Falset més antics és la primera acta municipal que es conserva de l'1 de gener de 1865.

La documentació municipal de Falset fou dipositada a l'arxiu el 2005. La documentació més antiga és del 1865 i arriba fins al 2002. Dissortadament són poques les sèries completes que es conserven, les que més són les corresponents a actes municipals, quintes i comptabilitat.
Un dels documents més antics és la primera acta municipal que es conserva de l'1 de gener de 1865. Durant el segle xix les actes municipals són força completes i a partir del nou segle només hi manquen dos llibres, un dels quals correspon al període de la Guerra Civil, 1937-1939.

### Obligació del Sindicat Agrícola i Caixa Rural de Marçà
Paper del 15 de desembre de 1915. Al municipi de Marçà abans de la Guerra Civil existien dos sindicats agrícoles: el Sindicat Agrícola del Baix Priorat creat el 1912 i el Sindicat Agrícola i Caixa Rural de Marçà creat el 1917 que s'unificaren per Ordre de la Generalitat de Catalunya el 1936, restant units després de la contesa bèl·lica. El 1999 s'uniren la Cooperativa Agrícola de Falset i la Cooperativa Agrícola de Marçà formant l'Agrícola Falset-Marçà.
El document és una obligació de la secció de vinicultura del Sindicat Agrícola i Caixa Rural per poder disposar de diner, amb el suport del Banc de Valls, per a la construcció del celler i la compra de maquinària. D'aquestes en tenim d'un i de cinc accions, posteriorment a l'inici de 1920 es va fer una nova emissió d'obligacions.

### Estatuts i reglaments d'entitats agrícoles
Documents de la primera meitat del segle xx. La creació d'entitats agrícoles a la comarca del Priorat és ben primarenca, iniciant-se a principi del segle xx. El primer sindicat agrícola fou el de Cornudella de Montsant el 1904. El període més florit fou la dècada dels anys 10, amb la creació de bona part d'aquestes entitats. Tanmateix, també es crearen cooperatives de consum en diverses poblacions, per exemple: Falset, El Lloar, la Vilella Baixa.
L'associacionisme agrari en una comarca eminentment agrícola i castigada pel flagell de la fil·loxera va ser fonamental per contribuir al sosteniment econòmic de les famílies. Els fons de cooperatives custodiats a l'arxiu comarcal són: la Torre de Fontaubella, Falset, Marçà i la Vilella Baixa.